# نوكيا 7600
نوكيا 7600 هو أحد أجهزة الهواتف المحمولة التي طورتها شركة نوكيا، وقد تم إصداره في عام 2003. يتميز الهاتف بتصميمه غير التقليدي من نوع قطعة الحلوى، ويُصنّف ضمن أجهزة الجيل DCT4.
يعمل نوكيا 7600 بتقنية GSM / UMTS، ويحتوي على شاشة ملونة بدقة 128 × 160 بكسل، قادرة على عرض 65,536 لونًا (16-بت). كان من أوائل الهواتف التي تدعم شبكات الجيل الثالث (3G).
تم إيقاف إنتاج الهاتف لاحقًا، ولم يعد متوفرًا في الأسواق حاليًا.